# Episodi di ParangNormal Activity (seconda stagione)
La seconda stagione della serie televisiva filippina #ParangNormal Activity, composta da 13 episodi, è stata trasmessa da TV5 dal 10 ottobre 2015 al 2 gennaio 2016.
In Italia la serie è inedita.
| nº | Titolo originale | Titolo italiano | Prima TV USA     | Prima TV Italia |
| -- | ---------------- | --------------- | ---------------- | --------------- |
| 1  | Mommy Mummy      |                 | 10 ottobre 2015  |                 |
| 2  | Tikbalang        |                 | 17 ottobre 2015  |                 |
| 3  | Tiktik           |                 | 24 ottobre 2015  |                 |
| 4  | Halo-haloween    |                 | 31 ottobre 2015  |                 |
| 5  | Forevs           |                 | 7 novembre 2015  |                 |
| 6  | Frozen           |                 | 14 novembre 2015 |                 |
| 7  | Annaboy          |                 | 21 novembre 2015 |                 |
| 8  | Kapre            |                 | 28 novembre 2015 |                 |
| 9  | Haunted Asylum   |                 | 5 dicembre 2015  |                 |
| 10 | Ghost Carollers  |                 | 12 dicembre 2015 |                 |
| 11 | Nuno sa puno     |                 | 19 dicembre 2015 |                 |
| 12 | Barkada Forevs   |                 | 26 dicembre 2015 |                 |
| 13 | Haunted Hotel    |                 | 2 gennaio 2016   |                 |